# Hemisphaerius concolor
Hemisphaerius concolor är en insektsart som beskrevs av Walker 1870. Hemisphaerius concolor ingår i släktet Hemisphaerius och familjen sköldstritar. Inga underarter finns listade i Catalogue of Life.